# Scottie Scheffler
Scottie Scheffler, född 21 juni 1996, är en professionell amerikansk golfspelare.

## Karriär
Scheffler blev professionell 2018. Han har vunnit 11 tävlingar på PGA-touren. Bland annat har han vunnit U.S. Masters vid två tillfällen (2022, 2024) och PGA Championship 2025. 2024 vann han guld vid olympiska sommarspelen 2024 efter att ha gått sista rundan på 62 slag (nio under par) och slutat på totalt nitton under par. 

## Kontrovers
I samband med andra rundan av PGA Championship 2024 greps Scheffler av polis då han inte stannat sin bil på polisens uppmaning, vilket enligt polisens utsago innebar att polisen skadade sig och senare fick uppsöka sjukhus med smärtor. Scheffler släpptes efter några timmar och kunde fortsätta spela. I maj 2024 meddelade åklagaren att det inte kommer att väckas något åtal.